# Saint-Jean-sur-le-Lac
Saint-Jean-sur-le-Lac  était un petit village québécois, situé à sept kilomètres au nord-ouest de Mont-Laurier, sur la route 117. Il s'agit maintenant d'un secteur de Mont-Laurier depuis les fusions municipales de 2003. Il est bâti autour du lac des Sources, anciennement lac Brochet. Dernier arrêt avant d'entrer dans le territoire de l'Outaouais, on y retrouve, au centre du secteur, l'aéroport régional de Mont-Laurier. L'accès à plusieurs des principaux sentiers de quad des Hautes-Laurentides se fait au cœur même du secteur. On peut se rendre facilement sur le territoire de la Montagne du Diable. Cette montagne, appelée aussi mont Sir-Wilfrid, est visible à plus de 65 kilomètres à la ronde et culmine à plus de 780 mètres d'altitude.